# カワサキ・Z400FX
カワサキ・Z400FX（ゼットよんひゃくエフエックス）とは、川崎重工業が製造していた中型 オートバイ。
「FX」は、4気筒を意味する「F」とともに、1970年代中頃の航空自衛隊次期主力戦闘機導入計画（第3次F-X）を示すFighter-eXperimentalの略語のF-Xからとも。

## 概要
ボディデザインはZ1000MKIIやZ750FXの流れを汲んだ直線基調となり、よりスリムかつシャープになった。エンジン周りはDOHCエンジンであることを主張するヘッド形状や深いフィンが特徴的である。
この生産期間で、カラーバリエーションの変更や追加を含む改良は頻繁に行われたことによって、完成度を高めていった。1982年に出力、足回りの強化を図った後継機種「Z400GP」が発売された後も、あまりの人気ぶりにしばらく生産（E4Bモデル）が続けられた。
ライバル車種と同様に、暴走族・旧車會には改造種車として人気があったため、完全にノーマルの状態で残っている車体は少なく、またこの車種のイメージを大きく低下させる原因ともなっている。現在ではかつてほど改造種車に選ばれなくなってきているが、理由としてピーキーなエンジン特性やパワー不足などが目立ってきたことが影響している。それでも一般ユーザーからも根強い人気があるために、車両自体の数も減少傾向であり、ノーマルに近い状態で残っているものは当時の新車価格を超える常識外れの金額で取引されている。デザインを重視しているため、シートが高く幅広となっている。シートのスポンジを削る「アンコ抜き」をすれば良いのだが、美しいデザインを壊したくないがため（短足と見られたくないため）に無理して乗っていたライダーも多い。

## 市場への影響
1979年、欧州で発表された「Z500」は、斬新な直線基調のデザインを持ち高い評価を得た。このZ500のボア・ストロークを変更し、日本の免許制度に合わせて中型バイクとして発売したのが「Z400FX」である。中型免許で乗ることができる4気筒のオートバイは、1977年に生産が中止されたホンダのCB400FOUR以来となることもあり、大人気を博した。採算が合わずに生産終了となったCB400FOURと比べ、Z1/Z2のように輸出モデル等の関連車種と徹底して部品を共用することでコストを抑え、400cc4気筒モデルのラインナップを可能とした。それにも関わらず、DOHC直4エンジンの搭載は国産400ccクラスでは初めてのことで、最高出力もクラス最高だった。
この人気には当時の二輪車免許の事情にも関係する。当時は750ccクラス（ナナハン）に乗るための大型自動二輪車免許の取得は非常に難しく、合格率は10%に満たないほどだった。そのため、この頃のオートバイ市場は400ccクラスのような中型二輪が性能面で非常に人気だった。先に挙げたCB400FOURやそれ以前に生産終了したスズキ・GT380は、4気筒ないし3気筒エンジンかつナナハンに負けない豪華装備や風格が注目された。
新世代となるZ400FXが発表されて以降は、競合他社が追随するように400ccの4気筒モデルのラインアップを拡充するが、1981年の秋にはホンダ・CBX400Fが登場する。CBXは、サーキット性能やスポーツバイクの本質に迫った姿勢からZ400FXの人気を崩していくものの、CBXのデビューからしばらくは両車ともに人気を保っていた。

## モデル一覧
- E1 （1979年4月発売） 新車当時価格385,000円

車体色は、単色無地の「ファイアクラッカーレッド」（赤色）と、幅が変化するラインが配された「エボニー」（黒色）と「メタリッククリスタルシルバー」（銀色）の計3色。モデル後期には、追加カラーとして車体側面のシルエットに沿ったピンストライプが入った「エボニー」が前期のエボニーと差し替えられた。
- - ファイアクラッカーレッド：基本色█
  - エボニー（前期）：基本色█ ライン色██
  - メタリッククリスタルシルバー：基本色█ ライン色██
  - エボニー（後期）：基本色█[11]
- E2 （1979年12月発売） 新車当時価格38万5000円

リアホイールのリム幅を1.85から2.15へ変更し、燃料コック形状を改良。ヘッドライト下にエンブレムを装備した。車体色はE1後期と同様にピンストライプが入った「ファイアクラッカーレッド」（赤色）と「ミッドナイトブルー」（紺色）の2色。
- - ファイヤークラッカーレッド：基本色█[11]
  - ミッドナイトブルー：基本色█[11]

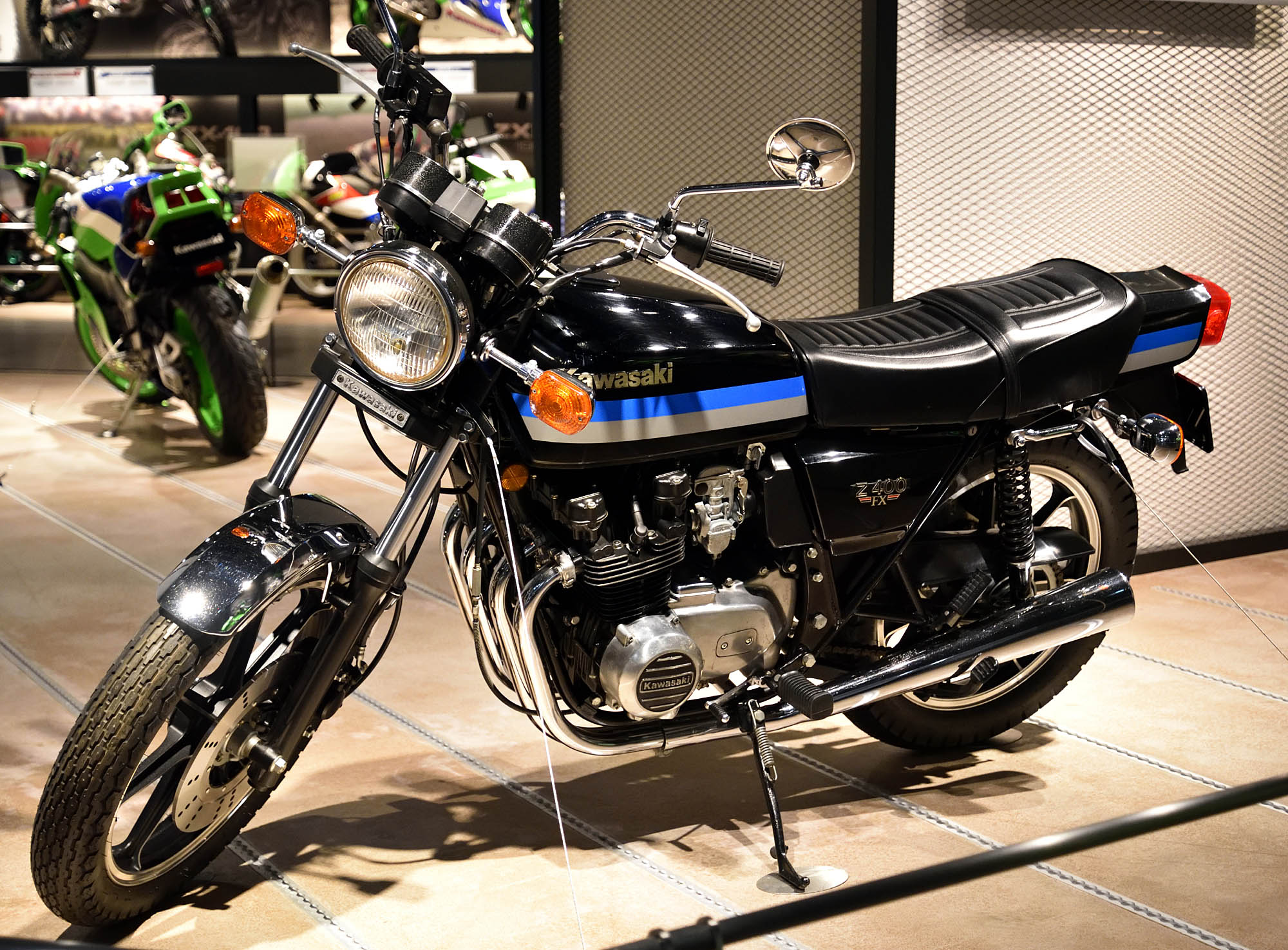
E3（1980年式）・エボニー

- E3 （1980年10月発売） 新車当時価格40万5000円

ヘルメットホルダーを新採用し、スイングアームピボット部の支持方式を変更した。フレームナンバーの打刻方向も変更している。車体色は、等幅の太いストライプを配した「エボニー」（黒色）と「ムーンダストシルバー」（銀色）の2色。
- - エボニー：基本色█ ライン色██
  - ムーンダストシルバー：基本色█ ライン色██
- E4 （1981年8月発売） 新車当時価格43万5000円

このモデルよりフロントフォークはセミエア、リアサスペンションも減衰力が調節できるものに、エンジンはトランジスタ点火、そしてマフラーのエンド部分に絞込みのないメガホンタイプに変更、ポジションやディメンション、ライト、ハンドルにも手が加えられている。E1からE3まではオプション扱いであったグラブバーが標準装備され、ホイルはチューブレスタイヤに対応した。またステップの取り付け部分が、それまでの溶接からプレート式に変更となっている。車体色は、グラデーションする幅広の赤いラインの入った「ルミナスガンブルー」（青緑色）と「ムーンダストシルバー」（銀色）の2色。
- - ルミナスガンブルー：基本色█ ライン色█[11]
  - ムーンダストシルバー：基本色█ ライン色█[11]
- E4A （1981年12月発売） 新車当時価格47万円

カワサキ販売店で500台限定で販売された特別仕様車。シリンダー、フロントフォーク・ボトムケース、ホイル、リヤサス・スプリングなど通常は黒塗装の部品を赤塗装に変更、ライトリム、タンクキャップ、リヤサス・アジャスターなど通常はメッキ仕上げの部品を黒塗装に変更し、車体色には専用のグラフィックが採用された。限定車であることを示す「FX-LIMITED」の文字がテールカウルに配される為「リミテッド」とも呼ばれるが、本来は「GP（グランプリ）スペシャル」が販売名である。
- E4B （1982年12月発売） 新車当時価格43万5000円

E4Aの特別仕様色を通常仕様にし、車体色はE4B専用のグラフィックを採用したもの。このタイプはフレーム番号が「KZ400E－04****」となっている。

## 関連車種
以下の車種は、排気量などのエンジン仕様やブレーキの種類による差はあるものの、基本的な車体構成は共通の車種（姉妹車）となっている。
Z500 （1979年 - 1982年）
輸出専用車。Z400FX / Z550FXのベースとなった車種。前輪ダブル・後輪シングルのトリプルディスクが特徴。
Z550 （1980年 - 1983年）
Z500をベースにボアアップした機種。輸出が中心だったが、少量の国内向販売も行われた。
(K)Z550Aでは北米仕様でフロントシングル、ヨーロッパでダブルディスク、後輪は共にドラムブレーキ。
(K)Z550Bでは後輪もディスク化された。日本国内ではB2が｢Z550FX」として発売された。
Z400J （1980年 - 1982年）
輸出専用車。リヤフェンダーが大型化されており、反射板の位置が異なる。スピードメーターの表示が220 km/hを上限に変更。さらに、前輪のダブル・ディスクと後輪のドラムブレーキが特徴。なお、北米仕様の「KZ400J」ではフロント側がシングルディスクとなる。また、日本仕様とは異なりサイドカバーには「KZ400J」もしくは「400J」のバッジが装着される。
北米仕様とイギリス仕様に比べ、出力を抑えられた西ドイツ仕様では34PSとなっている。